# LaFayette (automerk)

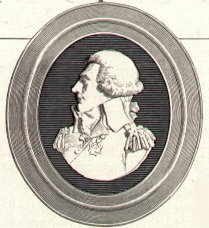
LaFayette logo.

LaFayette was een Amerikaans automerk van 1919
tot 1937. Het merk was vernoemd naar Gilbert du Motier, markies de La Fayette die een belangrijke rol speelde in de Amerikaanse Onafhankelijkheidsoorlog en de Franse Revolutie en die daarom in beide landen een nationale held is. De man stond ook afgebeeld op het logo van het automerk.

## Geschiedenis

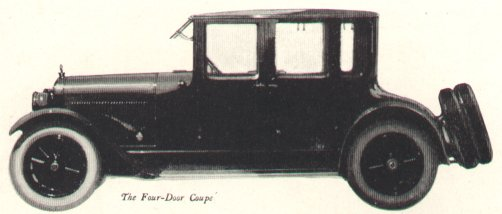
LaFayette Four Door Coupé uit 1921.

LaFayette werd in 1919 opgericht in Indianapolis en introduceerde een eerste luxemodel voor modeljaar 1920. LaFayette was toen de eerste die een elektrische klok inbouwde. In 1921 werd Charles Nash, die toen al directeur was van Nash Motors, ook directeur van LaFayette Motors Corporation. In 1922 verhuisde LaFayette naar Milwaukee in de staat Wisconsin, waar ook Nash gevestigd was. In 1924 werd Nash volledig eigenaar van LaFayette en verdween het merk. De fabriek werd dan gebruikt voor de productie van het goedkope en meer winstgevende merk Ajax.
In 1934 werd de naam LaFayette geherintroduceerd op een kleinere minder dure auto dan vroeger. Een jaar later lanceerde Nash de Nash 400-serie om de prijskloof tussen Nash en LaFayette te dichten. Tegen 1937 bleek dat die kloof minder significant was dan gedacht en dat Nash te veel modellen produceerde. De Nash 400 en LaFayette werden gecombineerd tot één model dat Nash LaFayette 400 heette. Vanaf dan was LaFayette geen apart automerk meer. In 1938 heette de auto Nash LaFayette. De auto bleef tot 1940 in Nash'catalogus als het goedkoopste model. Het jaar daarop werd de LaFayette vervangen door de geheel nieuwe Nash 600.